# Intrauterinpessar

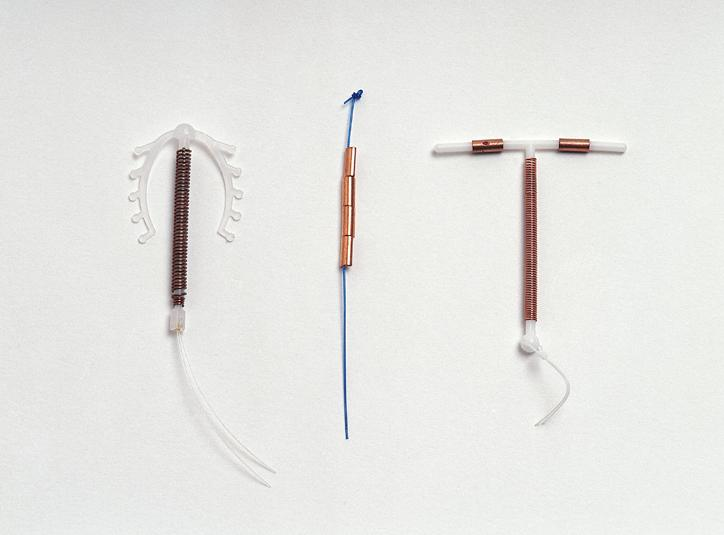
v. l. n. r.: Multiload-Kupferspirale mit Widerhaken, GyneFix 200-Kupferkette und Paragard-Kupferspirale in T-Form

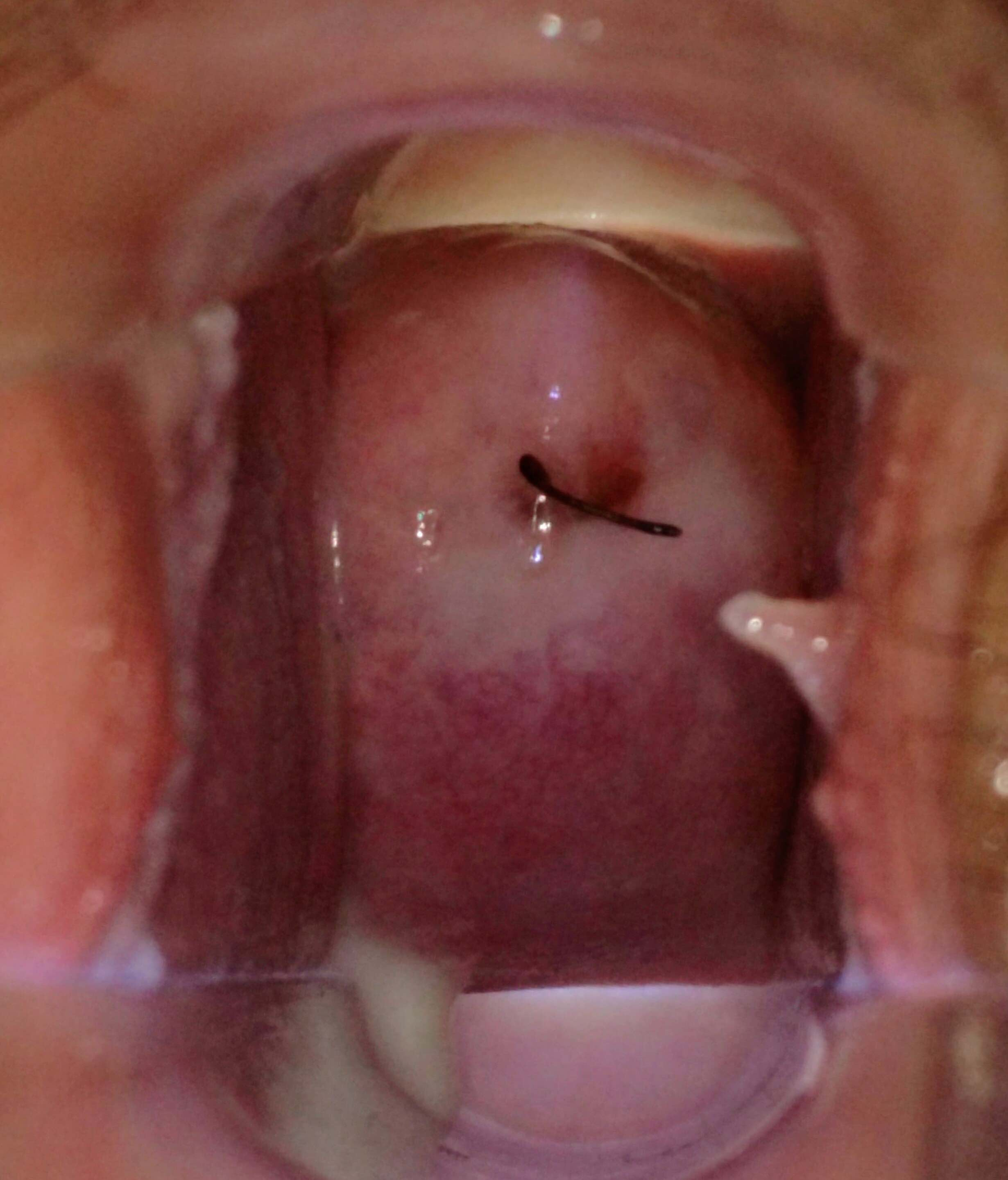
Spekulumuntersuchung mit aus dem Gebärmutterhals herausragendem Rückholfaden

Intrauterinpessare (lateinisch intra, innerhalb; uterus, Gebärmutter; auch als Spiralen oder IUP) bezeichnet, sind Medizinprodukte zur Empfängnisverhütung für die Frau, die in die Gebärmutter eingesetzt werden.
Heute gibt es zwei gängige Typen, die sich nach dem Wirkprinzip unterscheiden: Das der Kupfer- beziehungsweise Kupfer-Gold-Spirale und das der Hormonspirale, die auch als Intrauterinsystem (IUS) bezeichnet wird. Die Bezeichnung Intrauterinsystem (IUS) steht jedoch nicht immer eindeutig für die Hormonspirale, sondern wird auch als Sammelbegriff für alle verhütenden Spiralen gehandhabt. Nach dem Wirkprinzip der Kupferspirale funktionieren auch die weniger bekannten Verhütungsmethoden des Kupferballs/ Kupferperlenballs, sowie der Kupferkette.
In der Vergangenheit wurden Ringe aus gewickeltem Metalldraht (zum Beispiel Gräfenberg-Ring) und Modelle, die einzig aus Kunststoff bestanden (z. B. Lippes-Loop), verwendet.

## Geschichte
Die Anwendung von Intrauterinpessaren ist heutzutage weltweit die am weitesten verbreitete Methode der reversiblen Empfängnisverhütung.
Zu Beginn des 20. Jahrhunderts wurden erste Produkte aus Seide oder Silberdraht entworfen, u. a. von dem deutschen Gynäkologen Ernst Gräfenberg und dem Japaner Tenrei Ota.
Mit Entwicklung von thermoplastischen Werkstoffen Ende der 1950er Jahre kamen zahlreiche Formen und Modelle auf den Markt. Aus dieser Zeit stammen zum Beispiel der Lippes Loop und die Margulies-Spirale, nach der die Intrauterinpessare nun umgangssprachlich benannt sind.
Beim Dalkon Shield kam es in den 1970er Jahren aufgrund von spezifischen Konstruktionsmängeln zu schweren Entzündungen, was jedoch allen Intrauterinpessaren nachhaltig den Ruf eines hohen Risikos einbrachte.
In den 1960er und 1970er Jahren wurden im Rahmen einer Spiralikampangne Dänemarks zur Geburtenkontrolle auf Grönland ca. 4.500 Mädchen und jungen Frauen ohne deren Einverständnis eine Spirale eingesetzt. Dabei kamen auch bei Minderjährigen schlangenförmige Modelle zum Einsatz, welche für Frauen mit großem Uterus ausgelegt waren. Unterleibsschmerzen, Entzündungen und Unfruchtbarkeit war für viele die Folge.
Seit den 1970er Jahren enthalten die Intrauterinpessare einen Kupferanteil, nachdem die kontrazeptive Wirkung von Kupfer bekannt wurde.
Es gibt in Deutschland inzwischen keine Intrauterinpessare mehr, die ausschließlich aus Kunststoff bestehen; das letzte (Goldlily sensitive) wurde vom Markt genommen, weil der Pearl-Index weit über dem der kupferhaltigen Intrauterinpessare liegt.